# 15-я бригада транспортной авиации (Украина)
15-я Бориспольская бригада транспортной авиации имени авиаконструктора Олега Антонова (15 БрТрА, укр. 15-та Бориспільська брига́да тра́нспортної авіа́ції імені авіаконструктора Олега Антонова)  —  авиасоединение ВВС Украины, правопреемница 1-го отдельного транспортного авиаполка ВСУ. Структурно относится к Воздушному командованию «Центр».

## История наименований
- 255-я отдельная смешанная авиационная эскадрилья;
- 1-й отдельный транспортный авиационный полк;
- 15-я авиационная бригада транспортной авиации;
- 15-я авиационная Бориспольская бригада транспортной авиации;
- 15-я авиационная Бориспольская бригада транспортной авиации имени авиаконструктора Олега Антонова;
- Войсковая часть А2215.

## История части
В январе 1992 года 255-я отдельная смешанная авиационная эскадрилья, базировавшаяся на аэродроме Борисполь, перешла под юрисдикцию Украины. В январе 1992 года личный состав эскадрильи принял присягу на верность украинскому народу. В 1994 году на базе 255-й смешанной эскадрильи сформирован 1-й отдельный транспортный авиационный полк ВСУ. 17 февраля 1997 года на базе полка сформирована 15-й авиационная бригада транспортной авиации.

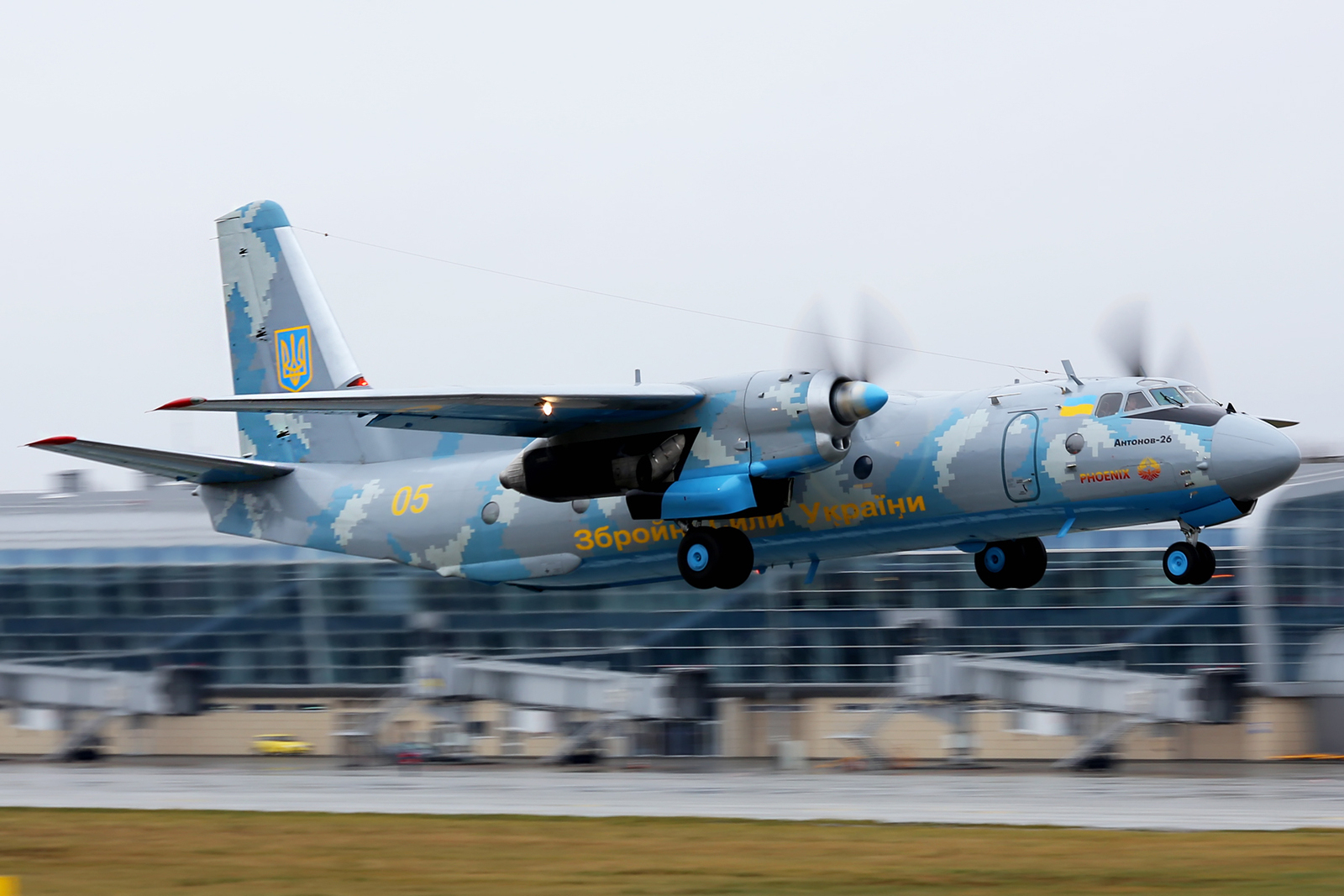
Самолёт Ан-26 из состава бригады в аэропорту города Львов

Самолёты-разведчики Ан-30Б осуществляют международные наблюдательные миссии, в том числе в Турцию, где по договору «Открытое небо» осуществляют аэрофотосъёмку.
В 2008 году офицеры части практически с нуля восстановили детскую лабораторию авиамоделирования.
Военнослужащие части участвовали в войне на востоке Украины.

## Вооружение
По состоянию на 2015 год бригада имеет на вооружении самолёты Ан-24, Ан-26, Ан-30 и вертолёты Ми-8.

## Потери
20 марта 2017 года вблизи Новотроицкого погиб военный 15-й бригады Руслан Бондарь.